# Gallus (lucha libre)
Gallus es un clan profesional, armado por Joe Coffey, Mark Coffey y Wolfgang en la marca NXT. Mark y Joe formaron el grupo en junio de 2018 como tag team, antes de añadir a Wolfgang el noviembre siguiente.

## Historia

### WWE

#### NXT UK (2018-2022)
Coffey luego pasaría a ser un pilar de NXT UK, acompañado por su hermano Mark Coffey en un esfuerzo ganador en el primer partido televisado en NXT UK y más tarde formando el establo Gallus con su hermano. y Wolfgang para pelearse con British Strong Style. El 12 de enero de 2019, el evento principal de Coffey se llevó a cabo en Blackpool el 12 de enero de 2019, cuando desafió a Pete Dunne por el Campeonato del Reino Unido de la WWE, pero no logró capturar el título. Después la lucha, fue atacado por el debutante WALTER. En NXT UK TakeOver: Cardiff, Mark & Wolfgang se enfrentaron a Grizzled Young Veterans y a South Wales Subculture (Flash Morgan Webster & Mark Andrews) en una Triple Threat Tag Team Match por los Campeonatos en Parejas del Reino Unido de NXT, sin embargo perdieron. En NXT UK del 17 de octubre, Mark & Wolfgang derrotaron a South Wales Subculture (Flash Morgan Webster & Mark Andrews) ganando los Campeonatos en Parejas del Reino Unido de NXT, enNXT UK del 12 de diciembre, Mark & Wolfgang se enfrentaron a Imperium (Fabian Aichner & Marcel Barthel) por los Campeonatos en Parejas del Reino Unido de NXT, sin embargo terminó sin resultado. En el NXT UK TakeOver: Blackpool II, Mark & Wolfgang derrotaron a Imperium (Fabian Aichner & Marcel Barthel), Grizzled Young Veterans (James Drake & Zack Gibson) y a South Wales Subculture(Mark Andrews & Flash Morgan Webster) en un Ladder Match y retuvieron los Campeonatos en Parejas del Reino Unido de NXT.
El 30 de junio de 2020, suspendieron a Joe Coffey por el movimiento #SpeakingOut. En el NXT UK del 17 de septiembre, Mark & Wolfgang derrotaron a Amir Jordan & Kenny Williams en un combate no titular, después del combate aparecieron Pretty Deadly (Lewis Howley & Sam Stoker), The Hunt (Primate & Wild Boar), South Wales Subculture (Flash Morgan Webster & Mark Andrews), Ashton Smith & Oliver Carter e Imperium (Fabian Aichner & Marcel Barthel), apareciendo en una pantalla del recinto.
Joe Coffey hizo su regreso en NXT UK del 5 de noviembre, donde Joe, Mark & Wolfgang derrotaron a  Pretty Deadly (Lewis Howley & Sam Stoker) & Sam Gradwell.
Ya en 2021, en NXT UK emitido en el 25 de febrero, Mark & Wolfgang fueron derrotados por Pretty Deadly (Lewis Howley & Sam Stoker) perdiendo los Campeonatos en Parejas del Reino Unido de NXT, terminando con un reinado de 497 días.

#### NXT (2022-2025)
En NXT Heatwave, Gallus debutó en NXT, atacando a Diamond Mine (Roderick Strong, Damon Kemp, The Creed Brothers (Brutus & Julius)). El 23 de agosto de 2022, Gallus debutó en parejas en NXT luchando contra los Campeones en Parejas de NXT UK Brooks Jensen & Josh Briggs, que ganarían por conteo. En Worlds Collide, Gallus se convirtió en el segundo equipo eliminado de la Fatal 4-Way tag team match eliminatoria por los Campeonatos en Parejas de NXT y NXT UK. Gallus continuaría teniendo una rivalidad con Briggs y Jensen, y este último ganó una lucha por equipos sin descalificación entre los equipos. Gallus fue suspendido más tarde en septiembre por atacar a los funcionarios.
En New Year's Evil el 10 de enero de 2023, Gallus regresó de su suspensión y ganó un Gauntlet Match para convertirse en los contendientes #1 por el Campeonato en Parejas de NXT, que Coffey y Wolfgang ganaron en el Vengeance Day el mes siguiente. En NXT Vengeance Day, Mark Coffey & Wolfgang derrotaron a The New Day (Kofi Kingston & Xavier Woods), Pretty Deadly (Elton Prince & Kit Wilson) y a Chase U (Andre Chase & Duke Hudson) ganando los Campeonatos en Parejas de NXT por primera vez. Tres días después en NXT, observaron a Pretty Deadly (Elton Prince & Kit Wilson) continuando con su feudo, está vez por los títulos, la siguiente semana en NXT, Mark & Wolfgang jugaron un partido de billar con Pretty Deadly (Elton Prince & Kit Wilson), la siguiente semana en NXT, Mark & Wolfgang derrotaron a Malik Blade & Edris Enofé en un combate no titular, después del combate fueron atacados por Pretty Deadly (Elton Prince & Kit Wilson). La siguiente en NXT Roadblock, Mark & Wolfgang tuvieron un careo contra Pretty Deadly (Elton Prince & Kit Wilson) que terminó con Mark & Wolfgang atacando a Pretty Deadly. La siguiente en NXT, Mark & Wolfgang derrotaron a Pretty Deadly (Elton Prince & Kit Wilson) reteniendo los Campeonatos en Parejas de NXT. En NXT Stand & Deliver, Mark & Wolfgang derrotaron a The Creed Brothers (Brutus & Julius) y a The Family (Tony D'Angelo & Channing "Stacks" Lorenzo) reteniendo los Campeonatos en Parejas de NXT.

## Campeonatos y logros
- Insane Championship Wrestling
  - ICW World Heavyweight Championship (2 veces) - Joe Coffey[12]
  - ICW Zero-G Championship (4 veces) - Mark Coffey (3) y Joe Coffey (1)[13]
  - Square Go! (2017) - Joe Coffey[14]

- Pro Wrestling Elite
  - Elite Rumble (2017) - Joe Coffey[15]

- World Wide Wrestling League
  - W3L Tag Team Championship (1 vez) - con Mark Coffey y Joe Coffey

- Scottish Wrestling Alliance
  - Scottish Heavyweight Championship (1 vez) - Mark Coffey (1) y Joe Coffey (1)

- Showcase Pro Wrestling
  - SPW British Heavyweight Championship (1 vez, actual) - Wolfgang

- WWE
  - NXT UK Heritage Cup (1 vez) - con Mark Coffey
  - NXT UK Tag Team Championship (1 vez) - con Mark Coffey & Wolfgang
  - NXT Tag Team Championship (1 vez) - con Mark Coffey & Wolfgang